# محمد الفيلالي
محمد الفيلالي لاعب المنتخب المغربي لكرة القدم سابقاً ولد بالجزائر في 9 يوليو 1945 وهو ينحذر من من الريصاني إقليم الراشدية ، لعب خلال مشواره الكروي لنادي مولودية وجدة لمدة 17 سنة بالإضافة إلى مجاورته لأسود الأطلس خلال مونديال 1970 وكأس إفريقيا 1972 ناهيك عن دورة الألعاب الأولمبية بميونخ سنة 1972.

## المشوار الرياضي

### مولودية وجدة
يقول الفيلالي عن بداياته مع المولودية الوجدية :«أما بالنسبة لبدايتي في ممارسة كرة القدم فكانت في الدوريات ككل اللاعبين لكن عندما كنت أدرس بثانوية «كارسو» ثانوية عمر بن عبد العزيز حاليا. أجرينا مقابلة مع ثانوية عبد المؤمن بالملعب البلدي وكان حكم المقابلة هو مدرب المولودية آنذاك الريكو. الذي عرض علي إبانها الانضمام لفريق المولودية الوجدية، لكن والدي رفض بشدة لأنه كان يريد مني التركيز على الدراسة، لكن بعد سبعة أشهر التحقت بفريق المولودية الوجدية وسني لا يتجاوز 17 سنة. واجتزت الفحص الطبي بنجاح تحت إشراف الدكتور هدام والدكتور عباس، وكانت المقابلة التي أجريناها مع اتحاد طنجة هي أول مقابلة لي مع فريق المولودية الوجدية وبعد سبعة مقابلات .شاركنا في دوري طوطو فوت وفزنا باللقب وكان أول لقب في حياتي الكروية، بعد تغلبنا على فريق المغرب الفاسي في المقابلة النهائية.»
خلال مسيرته مع مولودية وجدة التي دامت 17 عاماً من 1962 إلى 1979 تمكن الفيلالي من تسجيل 40 هدفاً في مختلف المسابقات

### المنتخب المغربي
يقول عن التحاقه بالمنتخب المغربي :«بكل صراحة عندما نودي علي للمنتخب الوطني للكبار، كنت مصاب وموجود في الجزائر. ولم ألعب مع المنتخب الوطني في ألعاب البحر الأبيض المتوسط التي أجريت في تونس، لكن المرحوم الهاشمي ألح علي بأن أبعث للجامعة شهادة طبية تثبت إصابتي حتى لا أحرم من اللعب لفريق المولودية مجددا، وبعد ذلك مباشرة نودي علي لتعزيز صفوف الفريق الوطني الذي كان يلعب الاقصائيات المؤدية للألعاب الأولمبية التي جرت في مكسيكو، لكن الملك الراحل غضب من المنتخب الأول الذي تعادل مع غانا في الدار البيضاء، وتم الاستعانة بنا نحن للذهاب إلى غانا لأن الكل ظن أننا سنخسر تلك المقابلة، ولم يبقى من الفريق الأول الذي لعب معنا لقاء العودة سوى باموس، بيتشو وعلال والهجامي لاعب الوداد، وخلقنا مفاجأة آنذاك من العيار الثقيل حين فزنا في قلب غانا
ب(1-2) مما أثلج صدر الحسن الثاني الذي إستدعانا وقال لنا أنتم رجال ووشح صدورنا بأوسمة ملكية، لكننا لم نلعب جنبا إلى جنب مع الكيان الصهيوني في مكسيكو 68.»
جاور الفيلالي المنتخب المغربي لفترة ليست بالقصيرة حيث لعب 73 مقابلة دولية تمكن خلالها من توقيع 14 هدفاً

## روابط خارجية
- محمد الفيلالي على موقع الاتحاد الدولي (مؤرشف)  (الإنجليزية)
- محمد الفيلالي على موقع قاعدة بيانات كرة القدم.إي يو (الإنجليزية)
- محمد الفيلالي على موقع أوليمبيديا (الإنجليزية)